# 出戻社員伝
『出戻社員伝』（でもどりしゃいんでん）は、松本零士による日本の漫画作品。男性向け週刊誌『週刊大衆』（双葉社）の1974年1月3日号から3月28日号にわたって連載された。

## 概要
松本零士が1971年から2年にわたって長期連載した漫画『聖凡人伝』の姉妹作。平屋アパート（のちに新築して2階建て）の志仁壮（しにそう）に住む出戻年郎は、『聖凡人伝』で主人公を務めた出戻 始の兄という設定で、弟の始を含めて『聖凡人伝』のキャラクターが登場する。同作者が1970年代の青年誌に数多く発表した四畳半ものの路線であるが、『男おいどん』や『元祖大四畳半大物語』の浪人、または無職の主人公たちとは異なり、年郎は会社勤めをしている成人男性である。

## あらすじ
大広告社に勤務する出戻年郎は、自分が担当したセックスコンサルタントの看板デザインを気に入られ、依頼主であるコンサルタントのおっさんから褒美を貰うことになる。同僚の女性社員・中原が代理でそれを受け取りに行くが、封筒の中には無修正の猥褻写真が大量に入っていた。
うっかり中原が路上にばら撒いてしまった封筒の中身を、通りがかりの同僚男性・森山が一緒に回収して、自分が出戻に届けると申し出る。しかし運悪く巡査に見つかり、封筒に宛名が書かれていた出戻は、誤解から逮捕される。一方、中原と森山は無修正写真を一緒に見た衝動から、ホテルで性交に及んで結婚することになった。
取引先とのトラブルや社内の人間関係など、幾多の面倒ごとに巻き込まれながらも出戻は、なるようになりながら世渡りをして行くのだった。

## 登場人物

### 大広告社の社員
出戻年郎（でもどり としろう）
大広告社の企画施工課に務める平凡なサラリーマン。丸い眼鏡をかけて背は低く、容姿は松本零士作品でお馴染みの大山トチローに酷似する。気ままな楽天家で金と女に目がないが、特に現金に執着していることもなく、快楽のために手に入れた大金を全額使う刹那主義の人生。住み家のアパートが半焼した時は、改築までの1か月間、連れ込み荘の一室で生活した。就業時間中にトイレでヌード写真集を読み、同僚が呼びに来ても勃起中で個室から出られなくなるなど、不真面目な勤務態度である。しかし依頼された仕事に関しては、クライアントから感謝されるアイデアが閃くこともあり、適当ながら業務自体はきちんとこなしている様子。
同僚女性の山川と営業で赴いた撮影スタジオで、セックス中の男女を見て発情した2人はホテルに直行。以前から劣情を抱いていた美女の性器に挿入した勢いで、避妊もせず彼女の中に射精してしまう。性交直後の山川から子供を産んでも良いか聞かれて我に返り、翌日「まだオヤジになりたくないよ」と後悔したように、その場の性欲に負けて判断を誤りやすい性格。性的欲求不満の資産家女性に軟禁され、長時間のセックスで何度も搾り取られる体験を始め、自殺未遂を救った美女から“直接的なお礼”と称して性的サービスを受けたり、依頼主が手配してくれた女性相手に一週間ぶっ続けのセックスをするなど、モテそうもない外見に反して、そこそこ女運はついている。
中原（なかはら）
出戻の同僚。金髪ロングヘアの女性。出戻の代理として受け取った猥褻写真がきっかけで、同僚男性の森山と性的関係を持ち、結婚することになる。出戻のことを内心では見下しているが、リストラも気にしない彼の生き方を「ほんと あなた気楽でいいわね」と、直接口にしている。
藤村（ふじむら）
出戻の同僚。セミロングヘアの黒髪の女性。出戻が張った電話線に引っかかって転んだ拍子に、コンタクトレンズが飛び出し、1万円の弁償を迫る。出戻が弁償したコンタクトレンズを受け取るが、実際は予備のレンズを持っており、出戻がくれた物なんか目に入れる気にならないと陰口を叩いて性格の悪さを露呈した。
森山敬一郎（もりやま けいいちろう）
出戻の同僚で、背の高い優男。中原が路上にばら撒いてしまった無修正の猥褻写真を一緒に回収し、中身をまじまじと見て欲情。そのまま中原とラブホテルに直行する。もとはと言えば、出戻に関するトラブルで中原と結婚する流れになったため、出戻には感謝している。登場人物内で出戻以外にフルネームが出るのは彼のみ。
山川（やまかわ）
秘書課から人事異動で出戻の課に配属された美女。なりゆきで出戻とラブホテルに行き肉体関係を持つ。出戻の精液を注ぎ込まれた後で「赤ちゃん出来たら産んでもいい？」と訊ねるが、実は社内恋愛の男を相手に妊娠中の身で、日頃から馬鹿にしている出戻に親権を押し付ける気でいた。
課長
出戻の上司。禿げ頭に眼鏡をかけた中年男性。 会社が倒産する前に退職金を出してやろうと、敢えて出戻を解雇する人情家。

### 『聖凡人伝』のキャラクター
※詳細は聖凡人伝の登場人物を参照
大家のおばさん
パーマのかかったモジャモジャ頭に眼鏡をかけたおばさん。出戻が住む平屋アパート志仁壮（しにそう）の大家。自分の失火が原因でアパートの半分が焼け、加入していた保険で2階建てアパートを新築する。2階の部屋に入居した出戻に「昔、私がやっていたアパートと同じ構造で、この部屋にはあんたの弟がいた」と話しているように、『聖凡人伝』のアパート大家と同一人物。
セックスコンサルタントのおっさん
腹が出た中年男性。小さな建物でセックスコンサルタントを開業していたが、不況でつぶれてしまったため、仕事の規模を縮小するべく出戻の隣の部屋に引っ越してくる。本作では最後まで名前が出ないが、かつて出戻始の隣部屋でセックスコンサルタントをしていたという本人の発言から、その容姿も含めて『聖凡人伝』の小久保と同一人物と思われる。
出戻 始（でもどり はじめ）
『聖凡人伝』の主人公。公務執行妨害で逮捕された兄・年郎に、酒瓶を差し入れようと警察署を訪れた。のちに会社をリストラされたらしき兄の様子を見にアパートへ来たが、2人の若い女性が年郎とセックスしている最中だったため、顔を合わせず帰る。

## 書誌情報
- 奇想天外文庫（奇想天外社）全1巻 1978年4月10日初版発行[12]
- 奇想天外コミックス（奇想天外社）全1巻 1980年3月10日初版発行[12]
- サンコミックス（朝日ソノラマ）全1巻 1985年2月28日初版発行 ISBN 4-257-91821-7[12]